# 土田正顕
土田 正顕（つちだ まさあき、1936年8月18日 - 2004年1月30日）は、日本の官僚。元国税庁長官（第25代）。東京証券取引所社長（初代）。秋田県由利郡矢島町（現・由利本荘市矢島町）出身。

## 来歴・人物
学習院初等科、学習院中等科、都立小石川高校を経て、1959年4月、東京大学法学部第1類（私法コース）卒業、大蔵省にトップで入省。大臣官房文書課配属。大蔵省の入省同期には斎藤次郎（大蔵事務次官、日本郵政社長）、公文宏（国土事務次官、内閣内政審議室長）、大須敏生（理財局長）、瀧島義光（関税局長、生命保険協会副会長）、日吉章（防衛事務次官）、米倉明（東大法学部名誉教授）、永谷敬三（ブリティッシュコロンビア大学名誉教授）ら。
1963年8月、主計局調査課調査主任。1964年4月、田代一正、藤井直樹と2代の主計官（総務課企画担当）の下で主計局総務課企画第一係長。1966年4月、藤沢税務署長。
1981年、銀行局調査課長時代に米里恕銀行局長（1951年入省）の下で、銀行局総務課企画官である坂本導聡（1964年入省）、鏡味徳房（1965年入省）、吉田正輝銀行局担当審議官（1954年入省）らと銀行業界の強い抵抗を押し切って50年ぶりに新銀行法改正を成立させ、国債の窓口販売、新規店舗開店の緩和により銀行界の自由競争を一歩推し進めた。この功績で同銀行局末席課長から銀行課長、大臣官房秘書課長へ抜擢された。のち内閣総理大臣秘書官などを経て、1989年から1992年まで銀行局長就任。
橋本龍太郎大蔵大臣の下、銀行局長として1990年に金融機関の不動産関連融資を抑える「総量規制」の通達を出し、1992年に解除した。
これが結果的に日本経済の急激な景気後退を招くこととなり、後に言われる「失われた10年」の端緒を開いたとされている。さらには、従業員や下請け企業に多大な犠牲を負わせるリストラや、急成長を続ける新興国重視のシフトなどによる大企業を中心とした業績回復にもかかわらず、国民の所得はほとんど回復しなかったために景気低迷が長期に渡った「失われた20年」へと突入していくこととなった引き金だったとも指摘されている。 
また土田の銀行局長後任には、同じ小石川高出身、かつ金融・証券業界に業態別子会社相互参入方式という"中途半端"ながら垣根を取り払う金融制度改革を仕上げた松野允彦（証券局長、1961年入省）が予定されていたが、証券業界大手四社なかんずくガリバー野村證券との関係が悪化していた市場主義的な松野を、時の保田博次官が退官時、自らと共に退官させた。代わって証券局長に小川是、銀行局長に寺村信行が充てられた。
国税庁長官で退官後、国民金融公庫（現 株式会社日本政策金融公庫）副総裁を経て2000年5月に東京証券取引所理事長に就任。2001年11月には東証の株式会社化を実現し初代社長となった。2004年1月30日死去。享年67。菩提寺は由利本荘市矢島町の龍源寺。
「ミスター警視庁」と呼ばれた土田國保（元警視総監）及び歴史学者の土田直鎮は実兄である。